# Europa Anguissola
Europa Anguissola, także Europa Angosciola, Europa Anguisciola lub Europa Angussola (ur. ok. 1536  w Cremonie, we Włoszech, zm. w XVI wieku tamże) – włoska malarka epoki renesansu. Była aktywna w latach 1566–1578.

## Życiorys
Europa Anguissola pochodziła z arystokratycznego rodu i podobnie, jak jej liczne rodzeństwo posiadała uzdolnienia artystyczne. Anguissola była córką, Amilcare Anguissola – patrycjusza, który pracował jako rysownik, amator i Bianci Ponzoni Anguissola. Siostry Anguissoli były też malarkami: Anna Maria Anguissola, Minerva Anguissola, Lucia Anguissola, Elena Anguissola i Sofonisba Anguissola.
Niewiele wiemy o jej życiu. W 1566, kiedy malarz, Giorgio Vasari odwiedził rodzinę Anguissola była jeszcze bardzo młoda. W 1568 wyszła za mąż, za szlachcica pochodzącego z Cremony, Carlo Schinchinelli. Dla jego rodziny Anguissola namalowała kilka obrazów.
Anguissola była bardzo zajętą portrecistką, która malowała różnych szlachciców z Cremony. Jest też potwierdzone, że namalowała portret swojej matki, który wysłała do Hiszpanii. Jednak żadna z tych prac malarki nie przetrwała. Nawet jeżeli, to nie ma na to dowodów.
Ponadto namalowała serię obrazów i ołtarzy, z których niektóre zostały zachowane. Można zobaczyć, że stylistycznie na te dzieła wyraźny wpływ miała starsza siostra Europy, Sofonisba, która prawdopodobnie uczyła swoją siostrę malarstwa.

## Dzieła
- Casalbuttano, Kościół parafialny;
  - Święty Franciszek otrzymuje znamiona.
- Cremona, Galeria Sztuki Obywatelskiej;
  - Maria z dzieckiem (Madonna della Scodella).
- Cremona, Święta Agata;
  - Święty Franciszek ze stygmatami i mnichem.
- Vidiceto, Kościół parafialny;
  - Powołanie świętych Piotra i Andrzeja. Zejście z krzyża Chrystusa.

## Rodzeństwo[1]
- Sofonisba Anguissola (1532-1625),
∞ maj 1573, Fabrizio Moncada (1535-1579), Madryt, Hiszpania;
∞ 17 grudnia 1579, Orazio Lomellini (1547), Piza, Toskania, Włochy;
- Elena Anguissola (1533-1584);
- Lucia Anguissola (1538-1565);
- Minerva Anguissola (1539-1566);
- Asdrubale Anguissola (1551-1623);
- Anna Maria Anguissola (1555-1611);
∞ 1574, Giacomo Sommi.

## Galeria

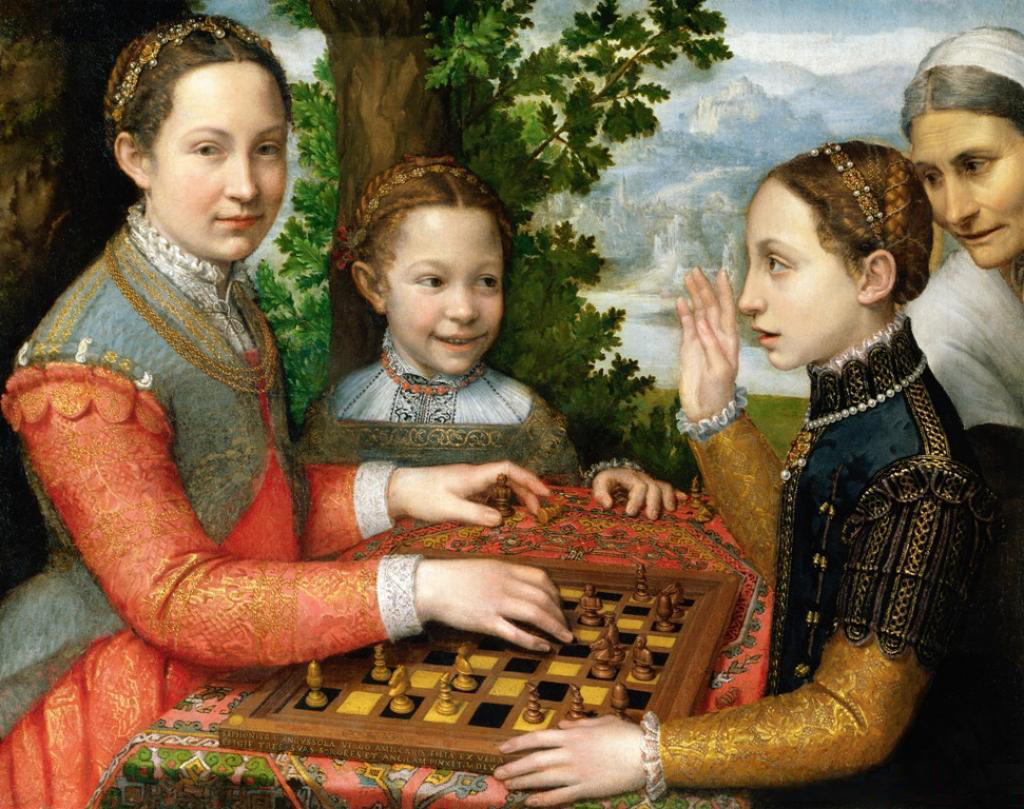
Sofonisba Anguissola, Lucia, Minerva i Europa grają w szachy (1555), Galeria Malarstwa i Rzeźby Muzeum Narodowego w Poznaniu
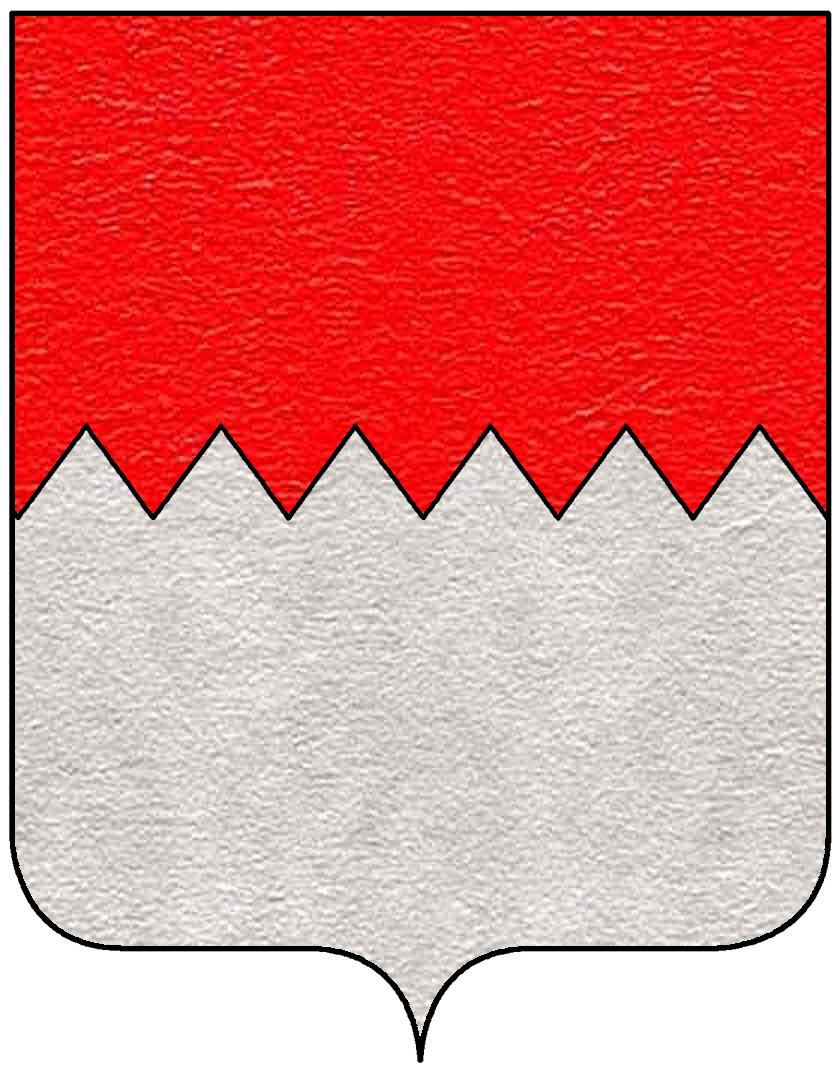
Herb rodziny Anguissola